# Muzej Henan
Muzej Henan (kitajsko: 河南博物院; pinjin: Hénán Bówùyuàn), ki je v Džengdžovu v provinci Henan na Kitajskem, je zgodovinski in arheološki muzej. Ima zbirko več kot 130.000 kosov kulturnih relikvij skozi stoletja. Poleg zbirke človeške zgodovine muzej hrani tudi številne relikvije naravne zgodovine, vključno s kostmi dinozavrov in fosili. Sedanja stavba muzeja Henan, ki je bila odprta leta 1997, zavzema površino več kot 9300 kvadratnih metrov, s skupno površino 7500 kvadratnih metrov.

## Zbirke
Trenutno ima muzej zbirko več kot 130.000 kosov kulturnih relikvij, od katerih je več kot 5000 kosov zakladov prve in druge stopnje. Med njimi so prazgodovinske kulturne relikvije, bronaste posode dinastij Šang in Džov ter lončenina in porcelanasti izdelki različnih dinastij v kitajski zgodovini, ki imajo najbolj prepoznavne značilnosti. 
V muzeju so osnovne razstavne dvorane, specializirane razstavne dvorane in začasne razstavne dvorane. Za prvo serijo razstav sta na voljo dve osnovni razstavi in šest specializiranih razstav.
Muzej je eden od osmih tako imenovanih impozantnih muzejev zunaj Pekinga. V njem je zbirka, ki dokumentira celotno zgodovino kitajske kulture, s tremi glavnimi poudarki: bronasta umetnost, kamnita umetnost in keramika, s posebnim poudarkom na dinastijah Tang in Song.

### Razstave

#### Stalne razstave

##### Razstave o civilizaciji v Henanu
- Zora civilizacije (prazgodovina): Ta razdelek prikazuje artefakte iz paleolitika in neolitika, odkrite po vsej provinci v obdobju približno 60 let.
- Sijaj treh mitskih dinastij (Šja, Šang in Džov): Te tri dinastije veljajo za temelj kitajske kulture in zgodovine. Takrat je bil Luojang politično, gospodarsko in kulturno središče ter je služil kot prestolnica.
- Kulturno in etnično prepletanje (od dinastije Han do južnih in severnih dinastij)
- Slava obdobja razcveta (dinastiji Sui in Tang)
- Briljantno obdobje (dinastije Song, Džin in Juan)

#### Tematske razstave
- Gibanja prejšnjega stoletja
- Klesanje kamna v Henanu
- Bronasta umetnost države Ču
- Kultura žada v Henanu
- Dekorativna umetnost dinastij Ming in Čing

#### Posebne razstave
- Zlatarstvo
- Italijansko renesančno slikarstvo
- Slike Džanga Dačjana

### Znani eksponati
Strokovnjaki so izbrali devet izjemnih eksponatov, ki jih muzej imenuje »Devet zakladov«.
- Koščena piščal iz Džjahuja (賈湖骨笛, znana tudi kot Gudi, 7. tisočletje pr. n. št.): jeseni 1979 so arheologi v Džjahuju odkrili pomembno grobnico, iz katere so izkopali približno 30 neolitskih koščenih piščali. Ena od teh je preživela devet tisoč let, vse do 20. stoletja. Velja za prvo pihalo na svetu in strokovnjakom omogoča rekonstrukcijo tonskega sistema prazgodovinske glasbe. To dokazuje, da je sedemnotni sistem uglaševanja obstajal že v kameni dobi. Druga značilnost je konstrukcija piščali. Poleg sedmih običajnih lukenj je med njimi še manjša luknja za natančnejšo nastavitev višine tona. Ta metoda se je prenašala iz roda v rod v naslednjih tisočletjih in velja za tipičen postopek za kitajske izdelovalce piščali.[2]

- Pravokotna posoda za darovanje hrane iz Dulinga (杜岭方鼎, 12. stoletje pr. n. št.): Leta 1974 so zgodovinarji v Džengdžovu odkrili dva najstarejša, brezhibna primera tehnike ulivanja iz sredine dinastije Šang. Manjša bronasta posoda, Ding, je bila premeščena v muzej Henan in je s svojo popolnostjo vedno znova fascinirala opazovalce. Prvič so se pojavili okraski v obliki bradavic in taotie, ki so bili v poznejših obdobjih uporabljeni kot drugi motivi na obrednih posodah.[3]

- Posoda za vino v obliki sove z napisom Fu Hao (妇好鸮尊, 11. stoletje pr. n. št.): cesarica Fu Hao iz pozne dinastije Šang je bila prva generalica na Kitajskem. Arheološka dela na njeni grobnici v Anjangu leta 1976 veljajo za eno desetih najpomembnejših odkritij prejšnjega stoletja v Ljudski republiki. Čeprav je bila večina artefaktov premeščena v Peking, je ta popoln primer ostal v Henanu. Bronasta posoda je visoka 45,9 centimetra in spada v vrsto žrtvenih posod Zun.[4]

- Železen meč z ročajem iz žada (玉柄铁剑, 8. stoletje pr. n. št.): Ta meč velja za prvi dokaz zgodovine proizvodnje železa iz rude na Kitajskem.[5]

- Darilna miza z okrasjem v obliki oblakov (云纹铜禁, 6. stoletje pr. n. št.): Izraz Džin se nanaša na starodavno bronasto daritveno mizo, ki je bila uporabljena posebej za vino. Je nacionalni zaklad; razstavljanje v tujini je prepovedano.[6]]

- Kvadratna vinska posoda z okrasjem v obliki žerjava in lotosa (莲鹤方壶, 6. stoletje pr. n. št.): Bronasta posoda (壶 Hu) iz obdobja spomladanskih in jesenskih analov, pridobljena leta 1923 v Šindžengu iz mavzoleja države Dženg. Je nacionalni zaklad; razstavljanje v tujini je prepovedano.[7]

- Stenska poslikava štirih mitoloških živali, ki letijo skozi oblake (四神云气图, 136 pr. n. št.): To je najzgodnejši primer stenske poslikave na Kitajskem.[8]

- Zlati listič cesarice Vu (武曌金简, 770): Zlati listič je izdelala edinstvena cesarica Vu Zetian, da bi se odkupila za greh.[9]

- Vaza Ru (ok. 1120): Vaza, izdelana iz peči Ru.[10]

- Posoda za vino v obliki sove z napisi "Fu Hao"
- Železen meč z ročajem iz žada
- Daritvena miza z dekoracijo v oblaku
- Kvadratna posoda za vino z okraskom žerjava in lotosa
- Štiri mitološka bitja, ki letijo skozi oblake
- Zlati lističi cesarice
- Ru vaza
- Bronasti Moire bakreni ban
- Vangzi Vuding

## Zgodovina
Muzej Henan je eden najstarejših muzejev na Kitajskem. Junija 1927 je general Feng Jušjang, vrhovni poveljnik Narodne revolucionarne armade in takratni predsednik province Henan, predlagal, da je »izobraževanje bistvena politika države« (教育为立国根本要政). Julija je bil ustanovljen ustanovni odbor muzeja Henan. Lokacija, namenjena muzeju, je bila nekdanja Pravna fakulteta, ki je bila na ulici Kaifeng Court West Street (danes Sanšeng Temple Street, Kaifeng). Tako se je rodil muzej.
Maja 1928 je nekdanja pokrajinska vlada spremenila ime muzeja Henan v »Narodni muzej«, da bi predstavljala zgodovino in aktualnost narodnosti. 1. decembra 1930 je pokrajinska vlada Henan »Narodni muzej« spremenila nazaj v »Muzej Henan« kot socialno izobraževalno organizacijo, ki je bila neposredno podrejena pokrajinskemu ministrstvu za izobraževanje. Šolska stavba narodne normalne šole je bila uporabljena kot razstavni prostor starin. Ustanovljena sta bila oddelek za shranjevanje ter oddelek za zbiranje in raziskovanje. Ustanovljen je bil izvršni svet, ki so ga sestavljali direktorji urada za civilno upravo in izobraževalnega urada, predsednik univerze Henan in kustos muzeja. 19 razstavnih prostorov nekdanjega Narodnega muzeja je bilo leta 19 prenovljenih in obogatenih z zgodovinskimi kulturnimi relikvijami namesto številnih ljudskih okraskov in modelov. V letih od 1930 do 1937 je muzej Henan doživel izjemen razvoj. Pod vodstvom ekipe visoko usposobljenih raziskovalcev, ki jo je vodil Guan Baiji, je muzej zbral lepe in obsežne zbirke, osredotočene na lokalno zgodovino. Takrat je muzej Henan postal zelo znan in si je pridobil priznanje tako doma kot v tujini.
Leta 1937 je izbruhnil incident na mostu Marca Pola in japonska vojska je uradno napadla Kitajsko. Muzej je bil zaprt, 68 škatel s ključnimi kulturnimi relikvijami pa so preselili v Čongčing, vojno prestolnico Republike Kitajske na jugozahodu Kitajske. Kuomintang je prav tako poslal na stotine škatel iz Palačnega muzeja v Čongčing na varno hrambo. Kljub temu je japonska okupacijska vlada leta 1940 ponovno odprla muzej Henan kot »Muzej province Henan« z več oddelki, kot so Urad za zadeve, Oddelek za skladiščenje in Preiskovalni oddelek. Po protijaponski vojni je Kuomintangova pokrajinska vlada Henana ponovno prevzela upravljanje muzeja. Do leta 1948 so bili številni muzejski artefakti ponovno zapakirani in premeščeni na varno, tokrat na Tajvan. Ti artefakti so postali del Narodnega zgodovinskega muzeja v Tajpeju. Potem ko je osvobodilna vojska novembra 1949 vstopila v Kaifeng, je pokrajinska vlada Henana za kustosa muzeja imenovala Ču Naišeng, direktorja pokrajinskega šolskega urada.
Leta 1961 se je skupaj s selitvijo glavnega mesta province muzej Henan preselil iz Kaifenga v Džengdžov. Leta 1991 je bil muzej prenovljen. Leta 1999 je bilo uradno ponovno odprtje za javnost in ime je bilo uradno razglašeno za »Muzej Henan«. Novi muzej stoji v središču Džengdžova na Kmetijski (Nongje) cesti. Glavna stavba, v središču posestva, ima obliko piramide. Za njo je skladišče kulturnih relikvij, okoli nje pa so izobraževalna stavba, stavba za kombinirane storitve, poslovna stavba in stavba za usposabljanje. Zasnova novega muzeja vključuje umetniški slog in kulturo osrednje Kitajske.

## Objekti
Obiskovalcem so na voljo zvočni ogled, predvajanje videoposnetkov s povečavo, računalniško svetovanje in interaktivni objekti.
Muzej Henan je opremljen z naprednim varnostnim sistemom, sistemom za avtomatsko upravljanje stavb, avdiovizualnim izobraževalnim sistemom, računalniškim omrežjem za storitvene informacije, sistemom za ohranjanje, zaščito in raziskovanje kulturnih relikvij ter drugo visokotehnološko opremo.